# Cheilolejeunea beyrichii
Cheilolejeunea beyrichii là một loài Rêu trong họ Lejeuneaceae. Loài này được (Lindenb.) Reiner, Maria Elena mô tả khoa học đầu tiên năm 2006.